# Stephanotrypeta nigrofemorata
Stephanotrypeta nigrofemorata är en tvåvingeart som först beskrevs av Munro 1929.  Stephanotrypeta nigrofemorata ingår i släktet Stephanotrypeta och familjen borrflugor.
Artens utbredningsområde är Namibia. Inga underarter finns listade i Catalogue of Life.